# Scotopteryx intermixta
Scotopteryx intermixta là một loài bướm đêm trong họ Geometridae.